# Спіраль (фільм, 1990)
Спіраль — радянський художній фільм 1990 року, знятий режисером Гіулі Чохонелідзе.

## Сюжет
Фізик Давид Георгадзе стоїть на порозі відкриття нового виду енергії, яка може не тільки змінити обличчя планети, а й принести несподівані руйнування. В недалекому минулому науковець пережив вбивство сина, сам він старий і дні його полічені. І тоді професор медицини Торадзе пропонує фізику експеримент: його мозок пересадити в тіло молодого чоловіка, який загинув в автокатастрофі.

## У ролях
- Леван Учанейшвілі — Рамаз Корінтелі
- Отар Меґвінетухуцесі — академік Давид Георгадзе
- Едішер Магалашвілі — Отар Кахішвілі
- Гіулі Чохонелідзе — Зураб Торадзе
- Лія Еліава — Анна Гиоргадзе
- Ія Парулави — Марина Двалі
- Ліка Кавжарадзе — Лія Рамішвілі
- Маріка Гиоргобіани — Інга Корінтелі
- Тамар Чохонелідзе — Мака Ланд
- Тея Дудучава — Лалі
- Гія Лежава — Сосо Шадура
- Гіві Сарчімелідзе — Варлам
- Гурам Пирцхалава — Роман Гугава
- Юрій Катін-Ярцев — Матвєєв
- Тенгіз Арчвадзе — священик
- Резо Чхіквішвілі
- Гурам Сагарадзе — ректор

## Знімальна група
- Сценаріст : Важа Гігашвілі
- Режисер : Гіулі Чохонелідзе
- Оператори : Абесалом Майсурадзе, Нугзар Нозадзе
- Композитор : Теймураз Бакурадзе

## Цікаві факти
Схожі проблеми порушено в детективно-фантастичному романі Буало—Нарсежака «Людина-шарада» (Et mon tout est l’homme, 1965; екранізація 1991 року під назвою «Частини тіла»): за його сюжетом, у ході медичного експерименту органи й частини тіла страченого кримінального злочинця, у тому числі й голову, пересаджують різним людям, постраждалим в автомобільних аваріях.